# Eberswalde trolibuszvonal-hálózata
Eberswalde trolibuszvonal-hálózata egy 2 vonalból álló trolibusz-hálózat Németországban, Eberswaldeben. A hálózat 37,2 km hosszúságú, 600 V egyenáramú feszültségről üzemel. Az üzem 1940. november 3-án indult meg. Egyike Németország három megmaradt trolibuszhálózatának.
Üzemeltetője a Barnimer Busgesellschaft.

## Vonalak
- 861
- 862

## Érdekességek
A hálózaton a Ganz gyár Ikarus 280T típusú trolibuszából is üzemelt 18 db 1985 és 2000 között.

## Képek

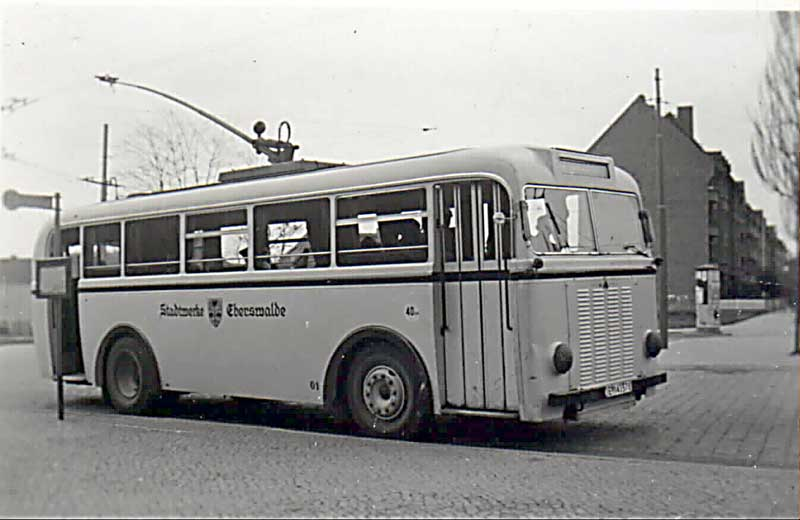
MPE-1 trolibusz, 1940
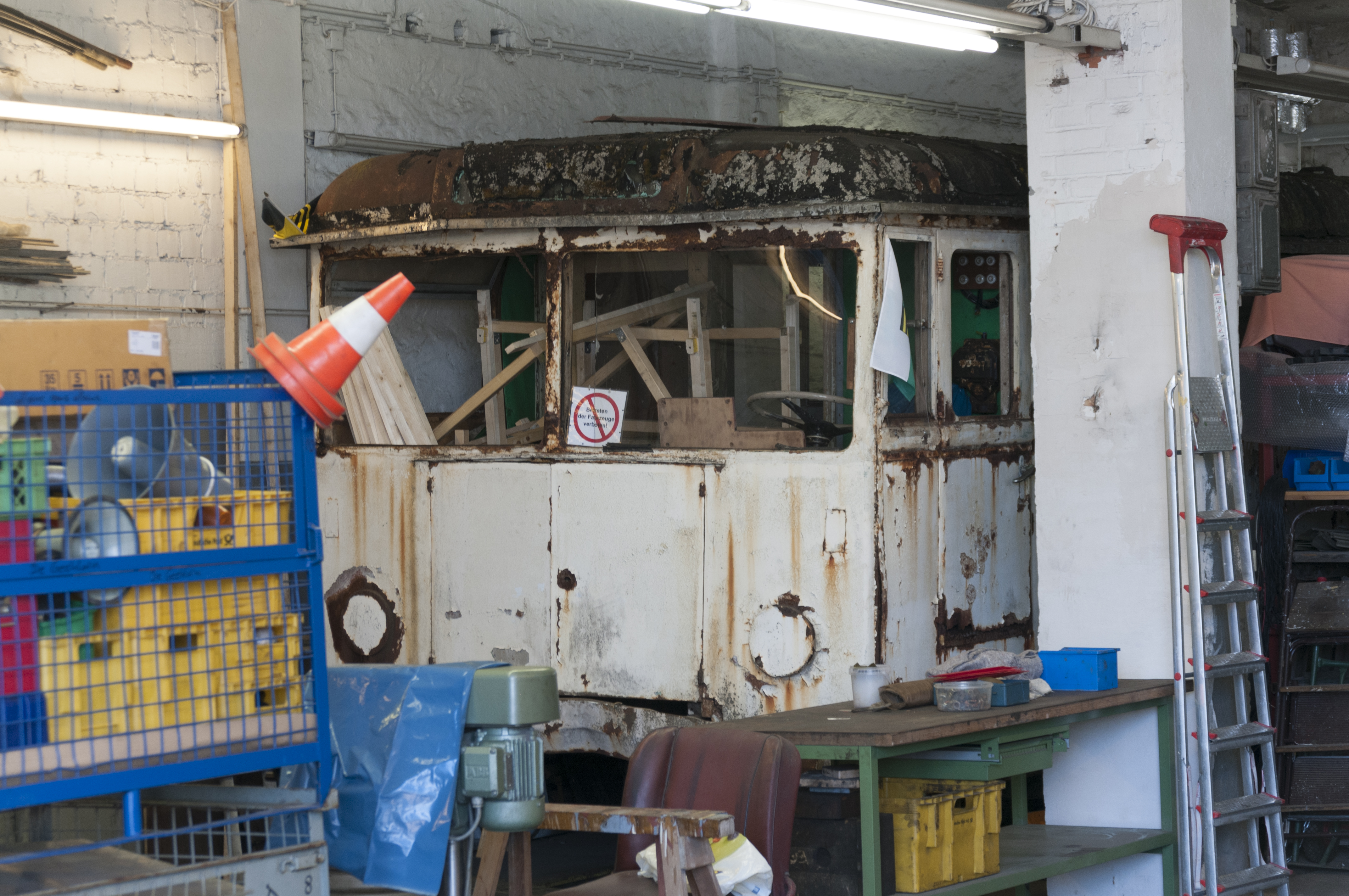
MPE-1 az eberswaldei kocsiszínben
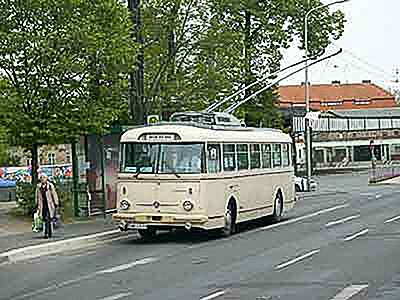
Škoda 9Tr a Heegermühler Straße-n
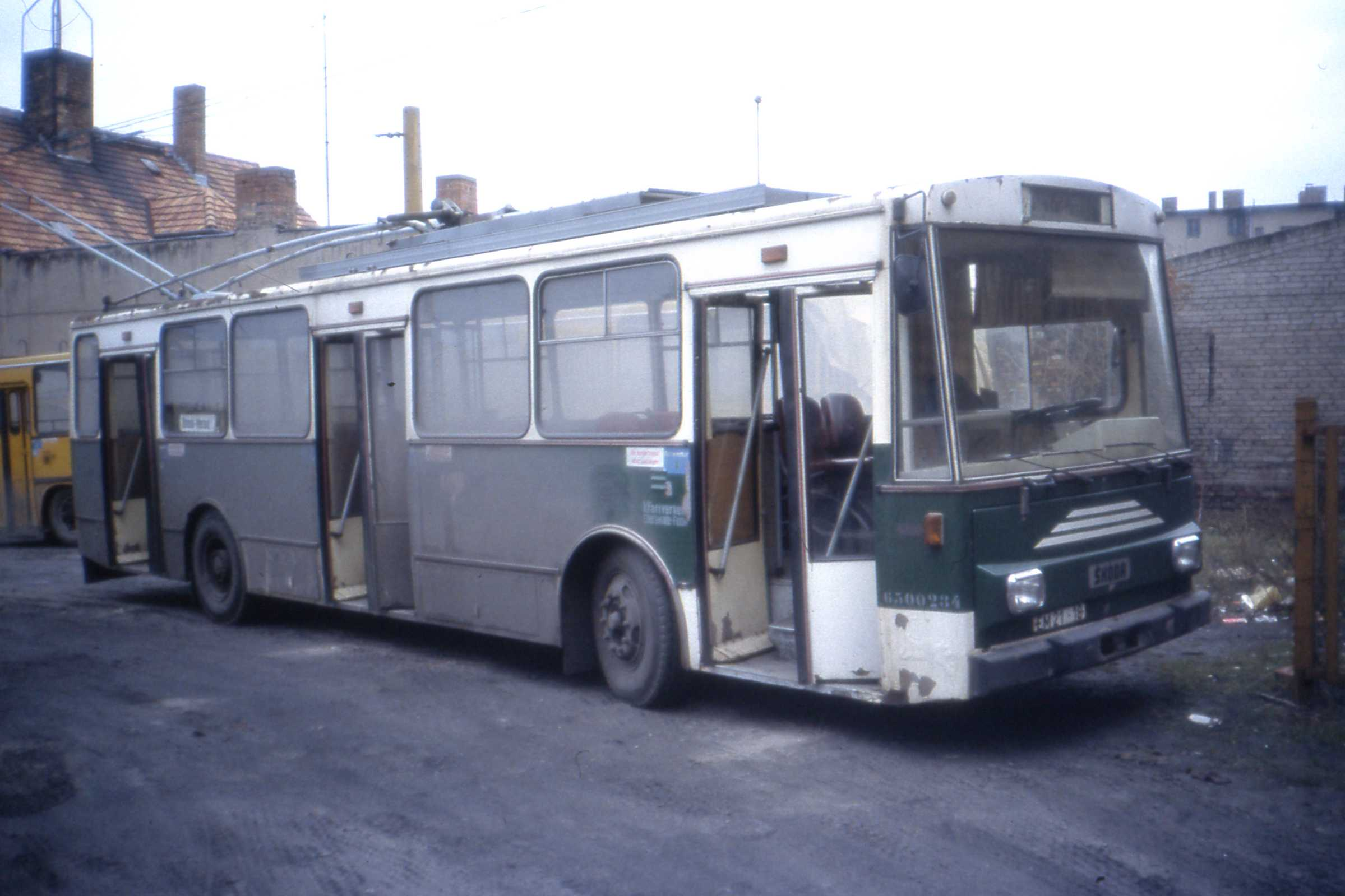
Škoda 14Tr, 1990
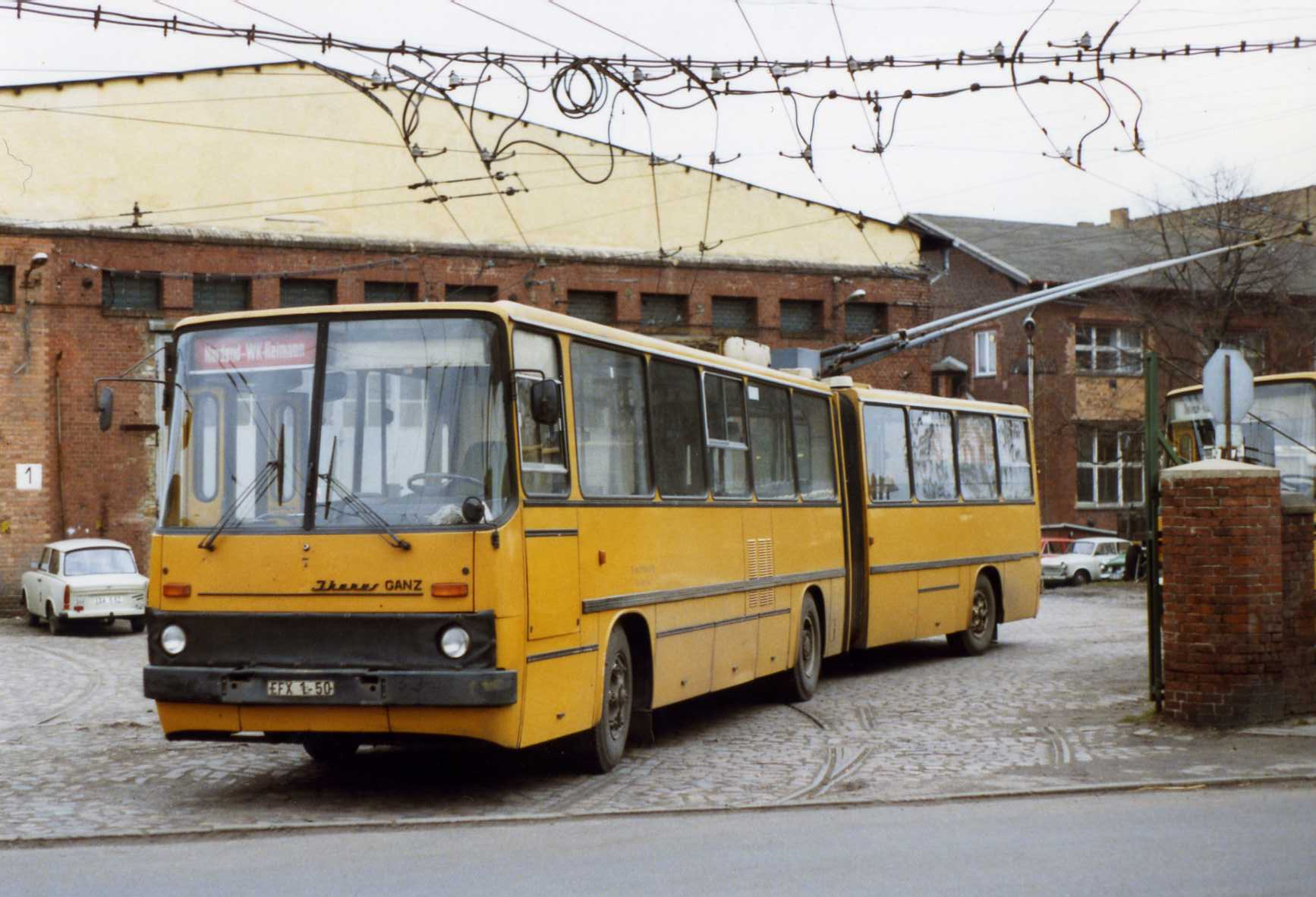
A 7-es számú Ikarus 280T trolibusz, 1990
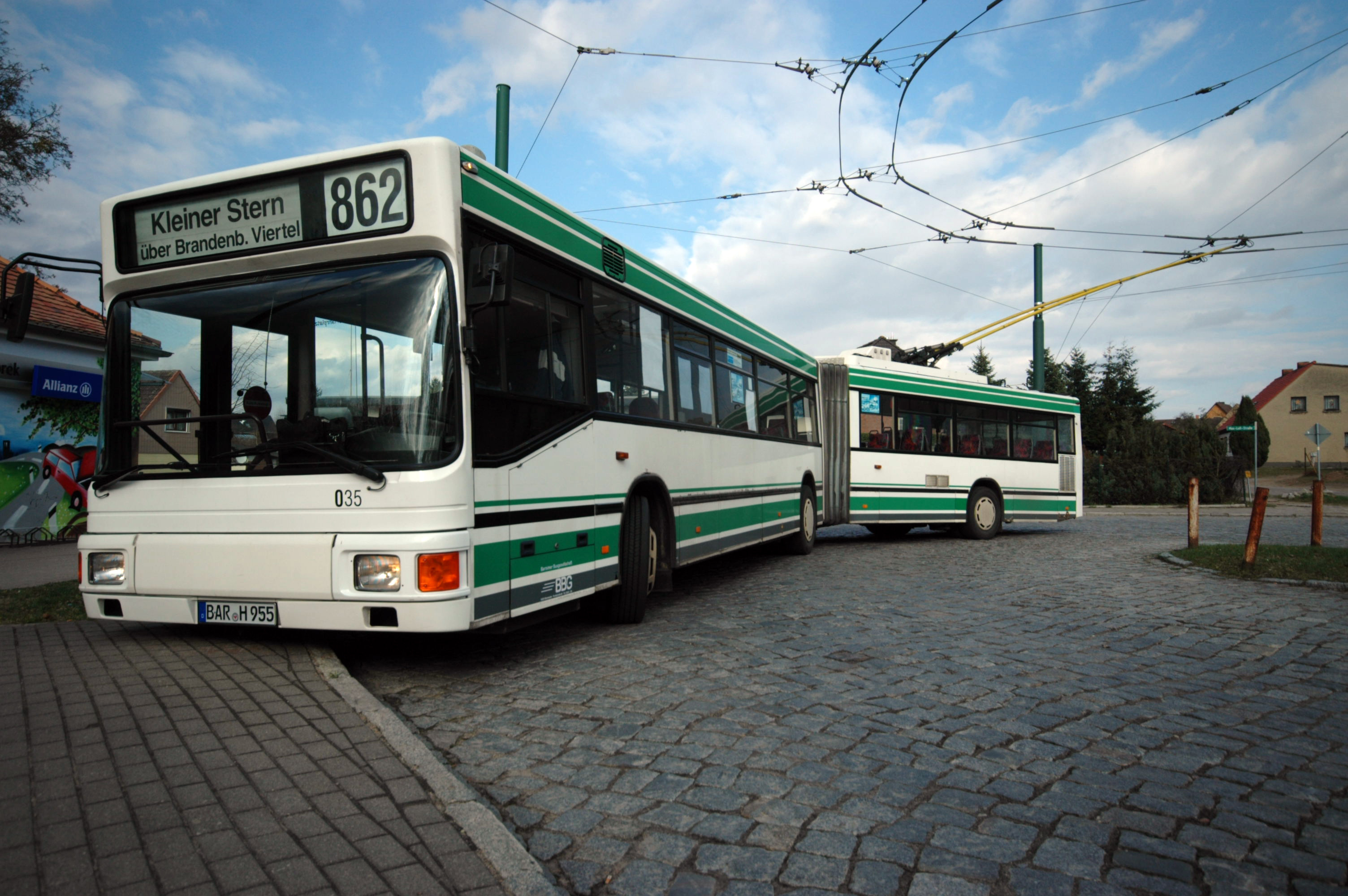
MAN / Gräf & Stift trolibusz, 2011
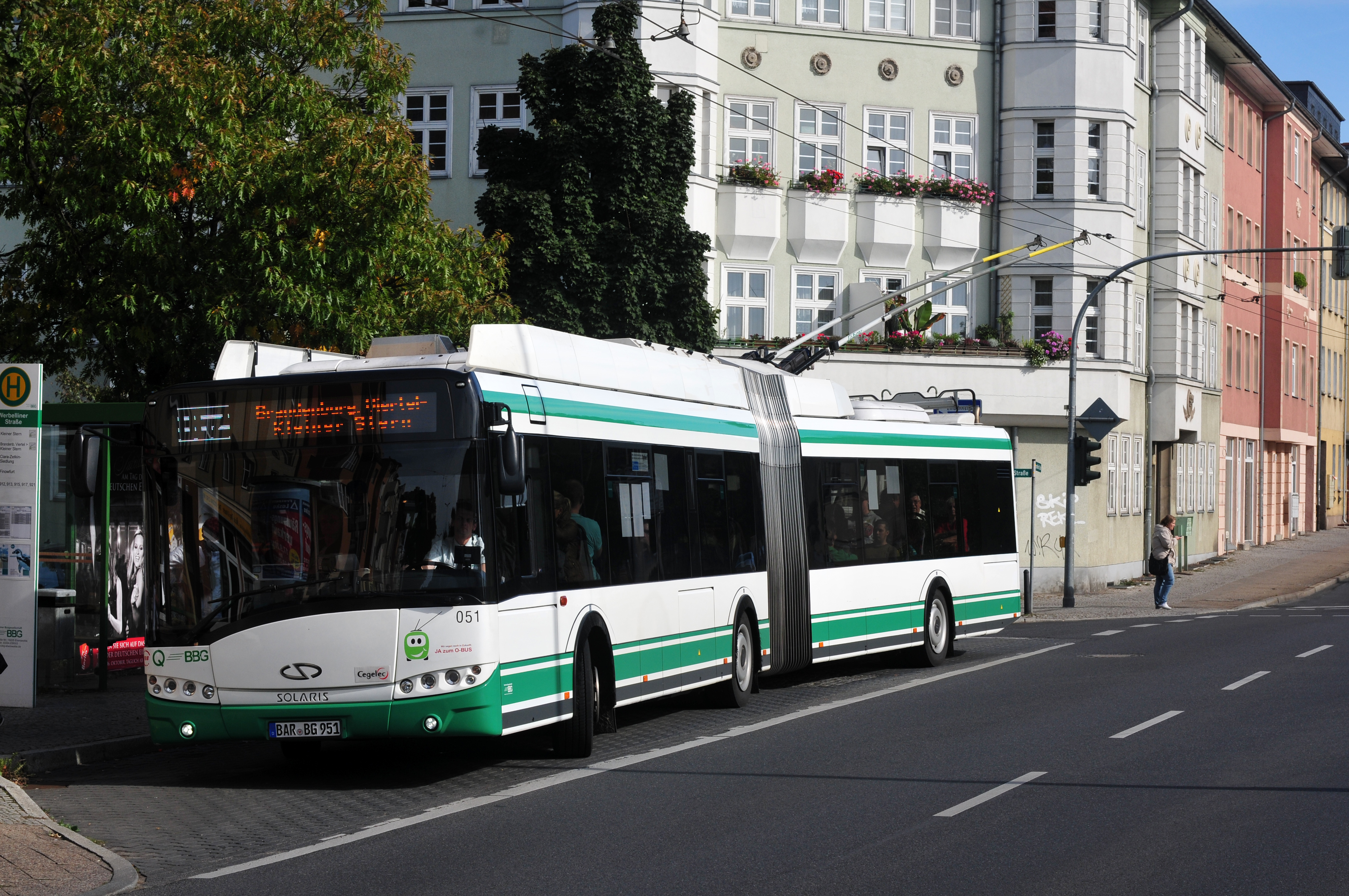
Solaris Trollino 18, 2012